# Doamna Maria Florescu
Doamna Maria sau Maria Florescu (sec.XV-după 1510) a fost doamna a doi domnitori ai Țării Românești și sora (sau nepoata) lui Vintilă Florescu.

### Soția lui Basarab Țepeluș
După ce Basarab Laiotă fusese îndepărtat de pe tronul Țării Românești, vărul său, tot un Basarab, ajunsese pe tron ca Basarab Țepeluș.Fiind conștient de frumusețea Mariei, Vintilă a prezentat-o lui Basarab, care s-a îndrăgostit de ea atât de mult, încât a luat-o de soție. Maria a născut un fiu, Danciu, care l-a asasinat pe Mihnea cel Rău în 1510. Între timp ce fratele ei, Vintilă era plecat în Transilvania, Basarab Laiotă a organizat un raid la castelul din Târgoviște, unde a răpit-o pe Maria și pe alte două rude feminine. Basarab Laiotă a adus-o la Ștefan Bathory, principele Transilvaniei, care decide s-o țină pe Maria ca amantă.Vintilă începe să trimită daruri lui Ștefan ca s-o lase pe Maria liberă și într-un final Ștefan o eliberează pe Maria. În 1482 soțul ei, Basarab Țepeluș moare.

### Soția lui Vlad Călugărul
Vlad Călugărul îl succede pe Basarab Țepeluș la tron. A fost fratele vitreg al lui Vlad Țepeș și dușmanul acestuia. El era căsătorit cu Rada, sora lui Gherghina Pârcărlab, dar amândoi s-au călugărit. Ca să ajungă domn, el a ieșit din monahism și s-a despărțit de Rada (acum Samonida, fiindcă se călugărise). La 1482, Maria și Vlad Călugărul s-au căsătorit la Târgoviște.În 1494 Maria are un fiu, Vlăduț apoi ea mai are o fată, pe Neacșa, care era soacra lui Drăgan, asasinul lui Radu de la Afumați. În 1495 soțul ei, Vlad Călugărul moare.
După ce a rămas văduvă, Maria s-a călugărit sub numele de Eupraxia. Nu știm data când a murit, dar știm că l-a văzut pe Vlăduț domnitor, deci după 1510.